# Fiesco
Fiesco (Fièsch in dialetto cremonese) è un comune italiano di 1 214 abitanti della provincia di Cremona in Lombardia.

## Storia

### Simboli
Lo stemma e il gonfalone sono stati concessi con decreto del presidente della Repubblica del 13 maggio 1999.
Il gonfalone è un drappo partito di rosso e di verde.

## Società

### Evoluzione demografica
Abitanti censiti

### Etnie e minoranze straniere
Al 31 dicembre 2020 i cittadini stranieri residenti sono 81. Le comunità nazionali numericamente significative sono:
- India, 27
- Romania, 22

## Amministrazione
Elenco dei sindaci dal 1985 ad oggi.
| Periodo | Periodo   | Primo cittadino     | Partito                         | Carica  | Note |
| ------- | --------- | ------------------- | ------------------------------- | ------- | ---- |
| 1985    | 1990      | Rinaldo Bergami     | Democrazia Cristiana            | sindaco |      |
| 1990    | 1995      | Enzo Marcarini      | Democrazia Cristiana            | sindaco |      |
| 1995    | 1999      | Giuseppe Piacentini | lista civica di centro-sinistra | sindaco |      |
| 1999    | 2004      | Giuseppe Piacentini | lista civica di centro-sinistra | sindaco |      |
| 2004    | 2009      | Gian Carlo Ubertini | lista civica                    | sindaco |      |
| 2009    | 2014      | Giuseppe Piacentini | lista civica                    | sindaco |      |
| 2014    | 2019      | Giuseppe Piacentini | lista civica                    | sindaco |      |
| 2019    | 2024      | Giuseppe Piacentini | lista civica                    | sindaco |      |
| 2024    | in carica | Nicola Luigi Fava   | lista civica                    | sindaco |      |

### Altre informazioni amministrative
Nel mese di febbraio 2018 veniva avviata la procedura di fusione per incorporazione del Comune di Fiesco in quello di Castelleone. Entrambi i comuni indicevano un referendum consultivo da tenersi nella giornata di domenica 1º luglio.
Al termine dello spoglio elettorale risultava che il 59,32% degli elettori votanti del Comune di Fiesco aveva manifestato un parere contrario al progetto che, quindi, veniva annullato. Favorevole, invece, il 92,32% dei cittadini votanti a Castelleone.